# Jodisol

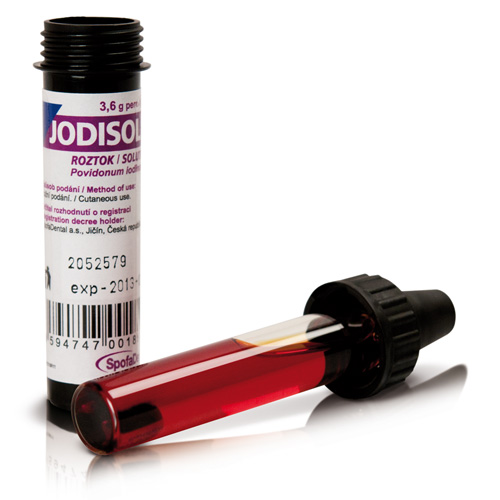

Jodisol je dezinfekční prostředek vhodný k použití nejen ve zdravotnictví, ale také v domácnostech. 
Jodisol je volně prodejný lék, dodávaný na trh v několika typech balení s možností jednoduché a přímé aplikace. 96,15 % Jodisolu tvoří 96 % ethanol lékopisné kvality, zbývajících 3,85 % připadá na jodovaný povidon, který má široké antiseptické a dezinfekční účinky. Jod vázaný v roztoku se uvolňuje v rozmezí 1–5 minut a uvolní se ho takové množství, které nepoškodí kůži ani sliznici. 
Jodisol se používá k odstranění všech nežádoucích mikroorganismů, virů, bakterii a spor. Vhodným pomocníkem je také při odstraňování přisátého klíštěte. Při dezinfekci otevřených ran a sliznic je dobré užívat i zředěnější roztoky. 
Jodisol je vhodný jak pro domácí použití, tak na cesty díky skladné verzi Jodisol pero. Jodisol lze také použít k vyčištění vody, u které není jistota, zda je pitná – a to tak, že se přidají 4 kapky Jodisolu na 1l vody, směs se protřepe nebo zamíchá a Jodisol se nechá 1,5–2 hodiny působit.
Jodisol vyrábí od 70. let 20. století firma SpofaDental sídlící v Jičíně.